# Rio Cabul

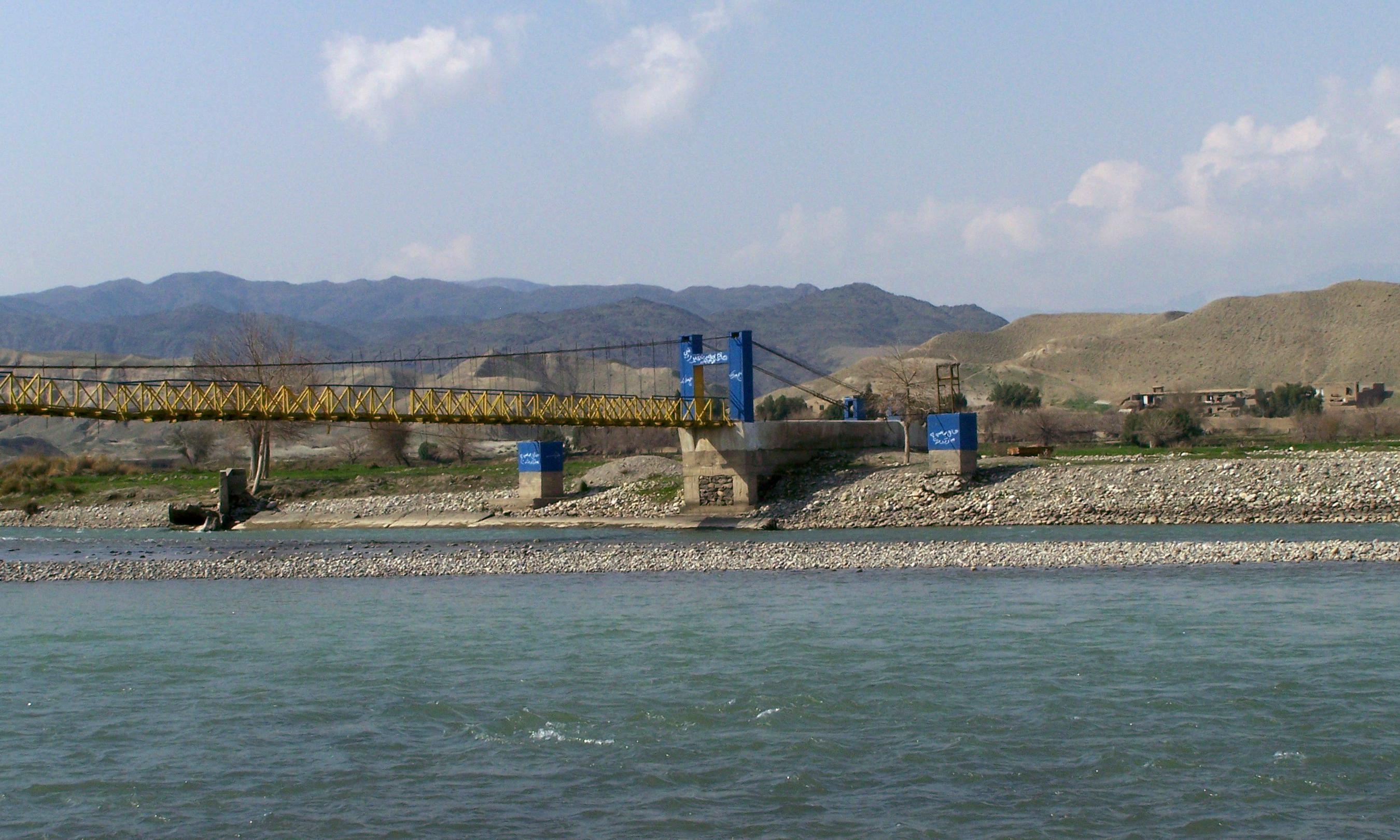
Ponte sobre o rio Cabul

O rio Cabul (também Kabul ou Kabal) nasce nas montanhas de Sanglakh no Afeganistão, na separação da linha divisória de águas do Helmand pelo Passo de Unai.
É o rio principal no leste do Afeganistão. Flui por mais de 700 km antes de desaguar no rio Indo perto de Attock. Passa pelas cidades de Cabul, Chaharbagh, Jalalabad, e, entrando no Paquistão aproximadamente 30 km a norte do Passo de Khyber, Nowshera. Os afluentes principais do Cabul são o rio Logar, rio Panjshir, rio Kunar e rio Alingar.